# Elbląg Zdrój (przystanek kolejowy)
Elbląg Zdrój – przystanek kolejowy w Elblągu, w województwie warmińsko-mazurskim, w Polsce.